# Gelasma albifulgens
Gelasma albifulgens là một loài bướm đêm trong họ Geometridae.